# 原始宗教
原始宗教（げんししゅうきょう、英語：prehistoric religion）とは、
1. 宗教はアニミズムやシャーマニズムのような自然崇拝から多神教、そして一神教へと進化したという宗教社会学の仮説にもとづく用語。
2. 筆記が発明され記録が残されるようになる前に人類の祖先が持っていた宗教的概念や行為のこと。

## 先史時代の宗教
フランスのドルドーニュには半人半獣の洞窟壁画が残されており、これは初期のシャーマニズムの存在を示しているかも知れない。意図的な埋葬、特に副葬品を伴う埋葬は宗教的な習慣のもっとも初期の例と考えられている。フィリップ・リーバーマンはこれを「日常を越える、死者に対する関心」と呼んだ。イスラエルのカフゼーではベンガラで黄土色に着色された人骨が発見されている。
新石器時代にもまだ文書化された記録は無く、考古学の遺物から当時の宗教が推測されるだけである。考古学者マリヤ・ギンブタスは熊女神や鳥女神の像を根拠に当時は女性が主導権を持っており、青銅器時代のミノス文明が新石器時代の宗教の後継者であると主張したが、この主張は広く受け入れられてはいない。

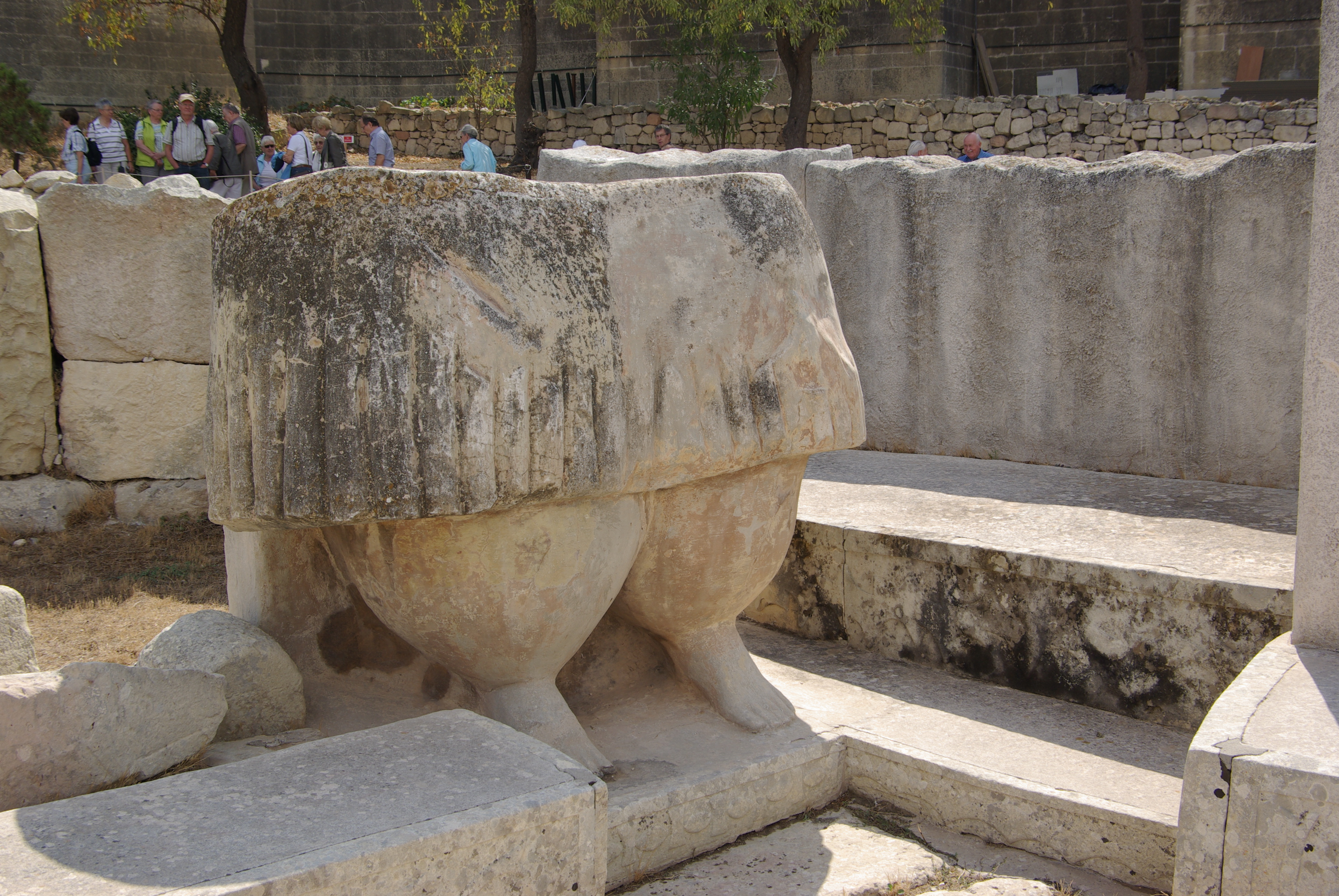
マルタ島のタルシーン神殿 紀元前2800年頃
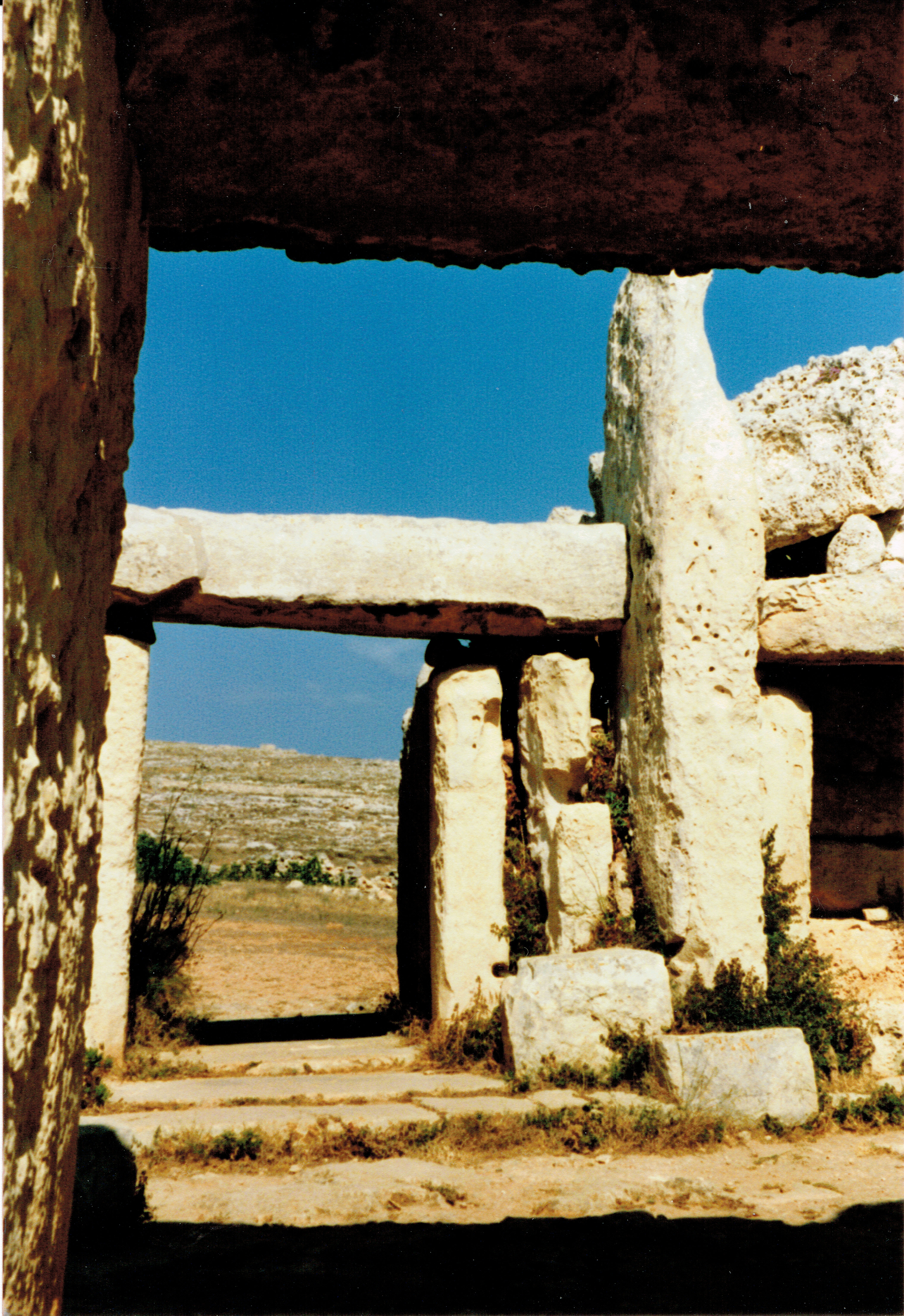
マルタ島のイムナイドラ神殿 紀元前2800年頃

## 青銅器時代
ヨーロッパでは青銅器時代に宗教行事に用いられたと思われる遺物の量が増える。例えば太陽を表す十時マークの頻出、儀式用の斧、月の像と呼ばれる鎌、円錐型の帽子やトロフィー、ネブラ・ディスク、塚状の墓、骨壺原文化によって洗練された火葬などである。

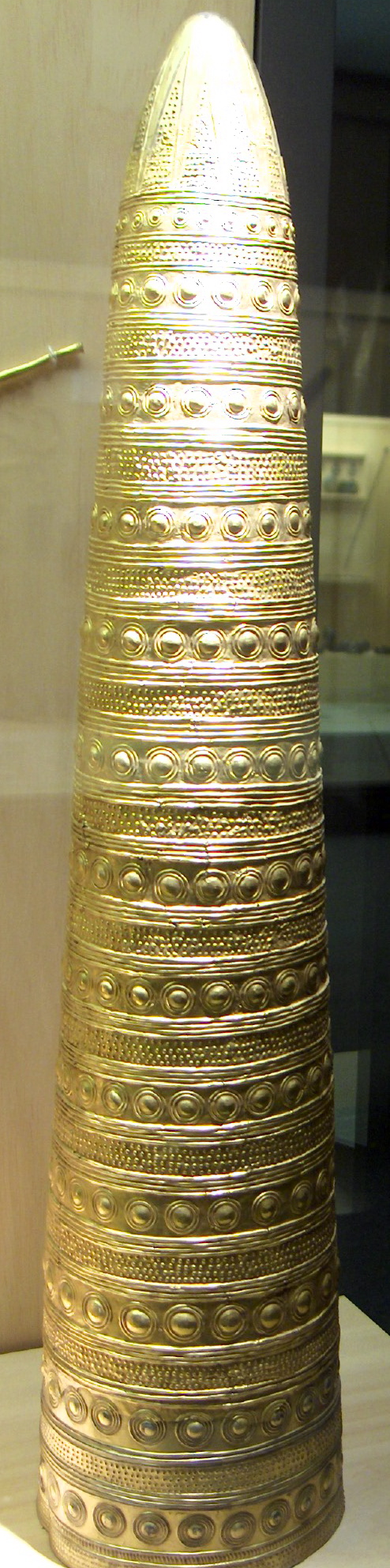
Avantonの金のトロフィー 紀元前1500－1250年頃
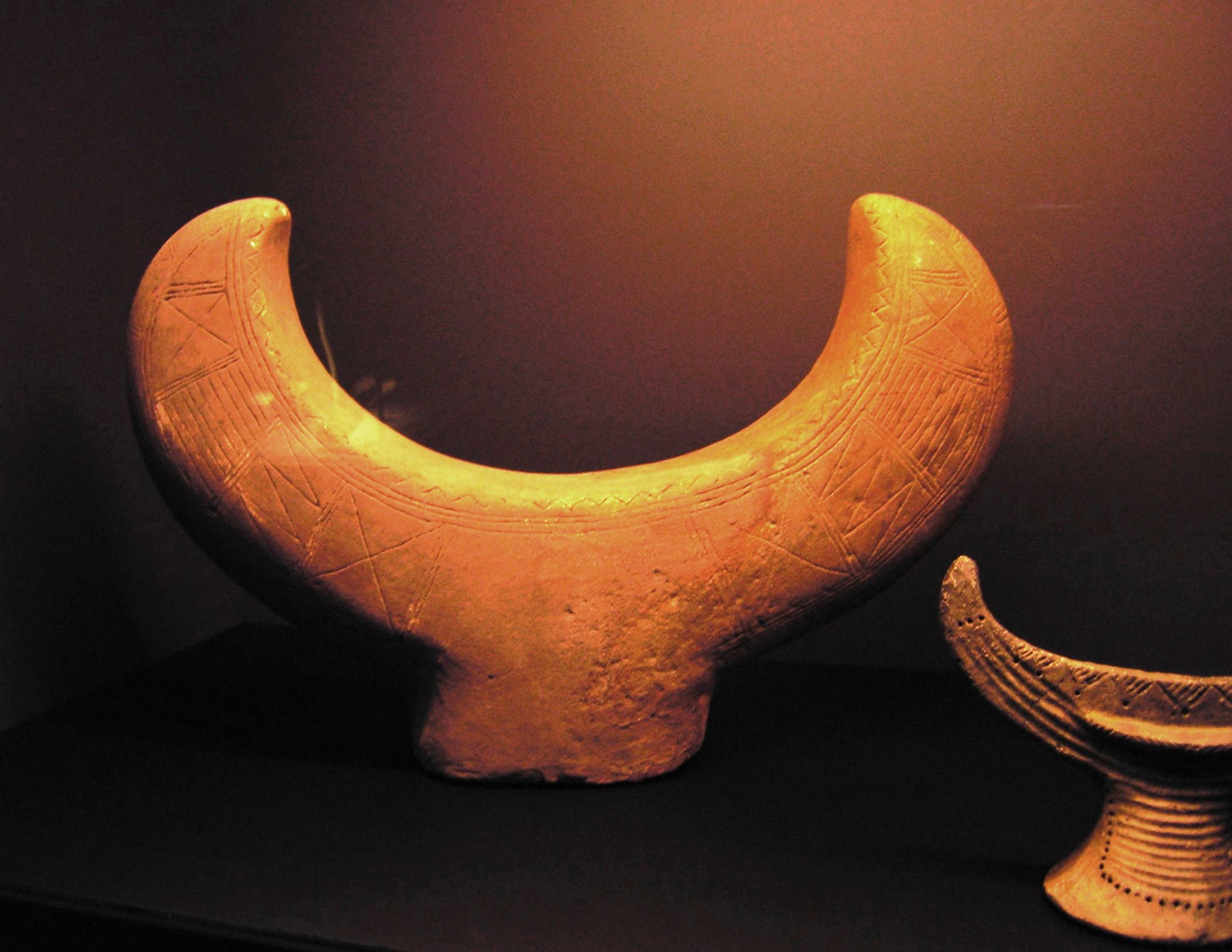
イヌをかたどった遺物。チューリッヒのスイス国立博物館蔵 紀元前1000年頃
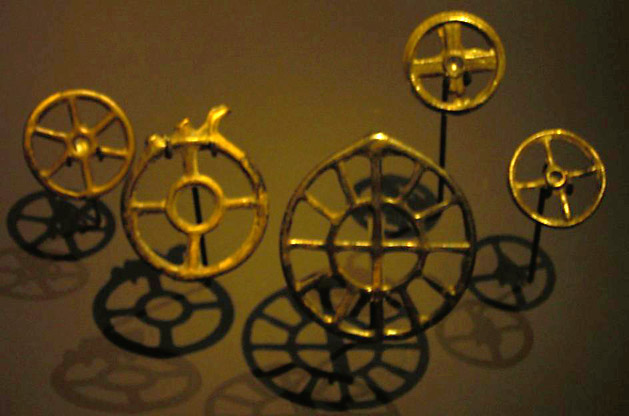
車輪のペンダント。スイス国立博物館 紀元前1500年頃
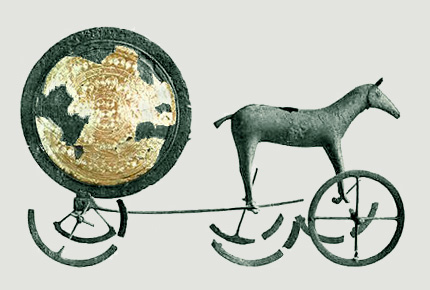
北欧の太陽を曳く戦車 紀元前1400年頃

## 鉄器時代
鉄器時代の宗教は地中海、近東、インド、中国でよく明らかにされている。地中海以外のヨーロッパの宗教は、断片的にヘレニズム時代のギリシャと、古代ローマの民族史的記録に残されている。
- スキタイの神話 - ヘロドトス
- ケルトの多神教 - ポセイドニオス
- 古代バルカンの神話
- 古代ゲルマン神話 - タキトゥス
- スラブの多神教 - プロコピオス
- アルタイ語族の神話

環北極地域のフィン人の神話やシベリアに残る神話、伝統的なアフリカ宗教、ネイティブアメリカンの伝承、メラネシアやポリネシアの神話は、ヨーロッパ人の植民地政策によって多くが失われ、一部はキリスト教と結びついて独特の宗教となった。